# Искра (Курганская область)
Искра — посёлок в Звериноголовском районе Курганской области. Административный центр и единственный населенный пункт Искровского сельсовета.

## География
Расположен у южного берега озера Горькое, в 18 км к юго-западу от районного центра села Звериноголовское.

## Население
| 1989 | 2002 | 2010 | 2012 | 2013 | 2014 | 2015 |
| ---- | ---- | ---- | ---- | ---- | ---- | ---- |
| 1614 | ↘783 | ↘632 | ↘625 | ↘596 | ↘570 | ↘546 |
| 2016 | 2017 | 2018 | 2019 | 2020 |      |      |
| ↘531 | ↘512 | ↘501 | ↘480 | ↘463 |      |      |